# Olena Hovorova
Olena Ivanivna Hovorova (en ukrainien : Олена Іванівна Говорова, née le 18 septembre 1973 à Izmaïl) est une athlète ukrainienne spécialiste du triple saut.

## Carrière

### Palmarès
| Date | Compétition                    | Lieu              | Résultat | Performance |
| ---- | ------------------------------ | ----------------- | -------- | ----------- |
| 1992 | Championnats du monde junior   | Séoul             | 3e       | 13,29 m     |
| 1995 | Championnats du monde          | Göteborg          | 10e      | 14,07 m     |
| 1995 | Championnats du monde en salle | Barcelone         | 7e       | 14,04 m     |
| 1996 | Jeux olympiques d'été          | Atlanta           | 10e      | 14,09 m     |
| 1997 | Mémorial Van Damme 1997        | Bruxelles         | 4e       | 14,21 m     |
| 1997 | Championnats du monde          | Athènes           | 3e       | 14,67 m     |
| 1997 | Universiade d'été              | Catane            | 1re      | 14,23 m     |
| 1998 | Championnats d'Europe          | Budapest          | 6e       | 14,24 m     |
| 1999 | Universiade d'été              | Palma de Majorque | 1re      | 14,99 m     |
| 1999 | Championnats du monde          | Séville           | 7e       | 14,47 m     |
| 2000 | Championnats d'Europe en salle | Gand              | 4e       | 14,55 m     |
| 2000 | Jeux olympiques d'été          | Sydney            | 3e       | 14,96 m     |
| 2001 | Championnats du monde          | Edmonton          | 10e      | 13,85 m     |
| 2003 | Championnats du monde          | Paris             | 7e       | 14,38 m     |
| 2004 | Championnats du monde en salle | Budapest          | 8e       | 14,59 m     |
| 2004 | Coupe d'Europe des nations     | Bydgoszcz         | 3e       | 14,78 m     |
| 2004 | Jeux olympiques d'été          | Athènes           | 10e      | 14,35 m     |

### Records
| Épreuve          | Performance | Lieu              | Date           |
| ---------------- | ----------- | ----------------- | -------------- |
| Triple saut      | 14,99 m     | Palma de Majorque | 4 juillet 1999 |
| Saut en longueur | 6,43 m      | Bila Tserkva      | 16 mai 2002    |